# سیارک ۲۷۹۵۲
سیارک ۲۷۹۵۲ (به انگلیسی: 27952 Atapuerca، نامگذاری:1997PR4) بیست و هفت هزار و نهصد و پنجاه و دومین سیارک کشف شده‌است که در ۱۱ اوت ۱۹۹۷ کشف شد.